# Костылёвка (Закарпатская область)
Костылёвка (венг. Barnabás, укр. Костилі́вка) — село в Раховской городской общине Раховского района Закарпатской области Украины.
Население по переписи 2001 года составляло 1890 человек. Почтовый индекс — 90623. Телефонный код — 3132. Занимает площадь 6,850 км². Код КОАТУУ — 2123684001.

## История
В 1946 году указом ПВС УССР село Берлебаш переименовано в Костылёвку.